# Martin Videgård
Anders Johan Martin Videgård, född 13 november 1968, är en svensk arkitekt.
Martin Videgård är verksam vid Tham & Videgård Arkitekter som han grundade tillsammans med Bolle Tham 1999. Videgård och Tham har belönats med Kasper Salin-priset 2008 för Kalmar Konstmuseum och 2015 för Arkitekturskolan KTH i Stockholm. Videgård är sedan 2016 ledamot av Konstakademien.